# Archeorhinotermes rossi
Archeorhinotermes rossi (лат.) — ископаемый вид термитов рода Archeorhinotermes, единственный в составе семейства Archeorhinotermitidae. Обнаружен в меловом бирманском янтаре (Мьянма, Hukang Valley, меловой период, сеноман, около 95 млн лет). Один из самых древних видов термитов.

## Описание
Мелкие ископаемые термиты (около 5 мм). Вид был описан по имаго крылатой особи в куске бирманского мелового янтаря (рабочие и солдаты неизвестны). Голова мелкая, округлая, слегка длиннее своей ширины, фонтанелла развита. Глаза средних размеров, оцеллии развиты. В усиках не менее 13 члеников (13+). Пронотум уже головы. Лапки 4-члениковые. Формула шпор голеней: 3-2-2. Длина головы 0,77 мм, ширина — 0,69 мм, максимальный диаметр глаза 0,24 мм. Длина переднего крыла 4,39 мм.
Вид Archeorhinotermes rossi, был впервые описан в 2003 году американскими палеоэнтомологами Кумаром Кришной (Prof. Kumar Krishna) и Дэвидом Гримальди (Grimaldi, David A.; Нью-Йорк, American Museum of Natural History) первоначально в составе подсемейства Archeorhinotermitinae в семействе Rhinotermitidae и считался их первым меловым представителем. В настоящее время Archeorhinotermes рассматривается корневой группой для двух наиболее эволюционно продвинутых и самых разнообразных современных семейств термитов: Rhinotermitidae
и Termitidae.
В 2009 году группа была выделена в отдельное семейство †Archeorhinotermitidae Engel, Grimaldi & Krishna, 2009
.
Видовое название A. rossi дано в честь палеонтолога Эндрю Росса (Andrew Ross, Curator of Fossil Arthropods, Department of Palaeontology, Natural History Museum, Лондон), крупного специалиста по бирманскому янтарю.